# استفتاء انسحاب ألمانيا من عصبة الأمم عام 1933
أُجري استفتاء على الانسحاب من عصبة الأمم في ألمانيا في 12 نوفمبر 1933 بالتزامن مع انتخابات الرايخستاغ.  وقد وافق على الإجراء 95% من الناخبين بنسبة إقبال بلغت 96%.  وكان هذا أول استفتاء من سلسلة استفتاءات أجرتها الحكومة الألمانية في عهد المستشار أدولف هتلر، بعد أن منح مجلس الوزراء نفسه القدرة على إجراء استفتاءات في 14 يوليو 1933. 
وكان سؤال الاستفتاء على بطاقة اقتراع منفصلة عن تلك المستخدمة في الانتخابات. كان السؤال هو: "هل أنت، أيها الرجل الألماني، وأنت أيتها المرأة الألمانية، توافقان على سياسة حكومتك الوطنية، وهل أنتم مستعدون لإعلانها باعتبارها تعبيراً عن آرائكم وإرادتكم الخاصة والاعتراف رسمياً بدعمكم لها؟" (الألمانية: Billigst Du, Deutscher Mann, und Du, Deutsche Frau, diese Politik Deiner Reichsregierung, und bist Du bereit, sie als den Ausdruck Deiner eigenen Auffassung und Deines eigenen Willens zu erklären und Dich feierlich zu ihr zu bekennen?) 

## خلفية

### صعود هتلر إلى السلطة
عيّن رئيس جمهورية فايمار، بول فون هيندنبورغ، أدولف هتلر في منصب المستشار في 30 يناير 1933.  أراد هتلر أن يُقرّ الرايخستاغ "قانون تمكين" يسمح لحكومته بإصدار القوانين مباشرةً، دون المرور عبر الرايخستاغ.  وبافتقاره إلى أغلبية الثلثين اللازمة لإقرار مثل هذا الإصلاح الدستوري، أمر هيندنبورغ بحل الرايخستاغ في 31 يناير.  وفي الانتخابات الناتجة في 5 مارس، ارتفع النازيون إلى 43.9% من الأصوات.  بما في ذلك حلفاؤه، كان لدى هتلر 60% من النواب،  لكنه احتاج إلى دعم حزب الوسط الكاثوليكي للوصول إلى الأغلبية العظمى.  بعد ضمان دعمهم بوعدهم باحترام حقوق الكنيسة الكاثوليكية، أُقرّ قانون التمكين لعام 1933 بأغلبية 441 صوتًا مقابل 94 صوتًا (أُلقي القبض على 107 نواب يساريين أو فروا)  في 23 مارس. أصبح هتلر ديكتاتورًا،  مع احتفاظ هيندنبورغ رسميًا بالقدرة على عزله. 

### الانتخابات في ألمانيا النازية
سمح دستور فايمار للرئيس بإحالة التشريعات التي يُقرها الرايخستاغ إلى استفتاء. وكان يُجرى استفتاء أيضًا إذا اقترح 10% من الناخبين المؤهلين مبادرة.  في 14 يوليو 1933، استخدم مجلس الوزراء الألماني قانون التمكين لإقرار "قانون الاستفتاء"،  الذي سمح لمجلس الوزراء بالدعوة إلى استفتاء على "مسائل السياسة الوطنية" و"القوانين التي سنّها".  ورغم أن أحكام فايمار التي تسمح بالاستفتاءات لم تُلغَ صراحةً، إلا أن التشريعات اللاحقة أوضحت عدم استخدامها. 

## سلوك
لإثارة المشاعر القومية قبيل التصويت، عمد الحزب النازي إلى توقيت الاستفتاء ليُجرى في أقرب وقت ممكن من الذكرى الخامسة عشرة لهدنة كومبيين، التي كانت آنذاك ذكرى مريرة في أذهان النازيين ومعظم الألمان العاديين. ولأن الانتخابات الألمانية كانت تُجرى دائمًا أيام الأحد، فقد أُجري التصويت بعد يوم واحد من الذكرى.
عن الطبيعة الديمقراطية للاستفتاء، كتب عالم السياسة أرنولد زورشر أنه "لا شك في وجود قدر كبير" من "الضغط الرسمي غير الملموس"، ولكن ربما كان هناك القليل جدًا من "الإكراه والترهيب الصريح في صناديق الاقتراع".  ويشير المؤرخ هاينريش أوغست وينكلر إلى أن "رفض نظام فرساي كان شائعًا للغاية" وأنه في هذه المرحلة من تاريخ ألمانيا النازية، كان لا يزال من الممكن التصويت سلبيًا، أو إبطال بطاقة الاقتراع، أو عدم التصويت على الإطلاق "دون مخاطرة شخصية كبيرة".  وعلى وجه الخصوص، لم يبذل النازيون أي جهد لمنع الإدلاء بأصوات سلبية أو غير صحيحة في المناطق المعروفة بكثافة سكانها من اليهود والبولنديين والأقليات العرقية الأخرى، الذين كان لا يزال يُسمح لهم بالتصويت آنذاك.  وستكون النتائج السلبية المتوقعة في مثل هذه المناطق مفيدة في الدعاية كدليل على عدم الولاء للرايخ.

## نتائج
في شرق بروسيا، معقل اليونكرز، بلغ تأييد الانسحاب 97%، بينما في هامبورغ، معقل الشيوعيين سابقًا، لم يصوّت سوى 84% لصالحه. تكرر هذا التباين الإقليمي في استفتاء عام 1934. بشكل عام، كانت المناطق الريفية من البلاد أكثر تأييدًا للانسحاب، بينما كانت المدن الأقل تأييدًا له، إلا أن التأييد الإجمالي كان أعلى من التأييد لمنح هتلر سلطات رئاسية عام 1934. 
كان الإقبال على التصويت أعظم في منطقة بفالز، حيث أدلى 98.4% من الناخبين المسجلين بأصواتهم.  وكان أدنى مستوى في ضاحية بوتسدام الثرية في برلين بنسبة 90%. 

في مستشفى يهودي ببرلين، أُدلي بـ 122 صوتًا، منها 101 صوتًا بـ "نعم" و12 صوتًا بـ "لا" و9 أصوات باطلة. في معسكر اعتقال أوستهوفن، كان هناك 79 صوتًا بـ "نعم" من أصل 88 شخصًا مؤهلًا للتصويت، وفي معسكر اعتقال براندنبورغ، كان هناك 1024 صوتًا بـ "نعم" و12 صوتًا بـ "لا"، وفي معسكر اعتقال أورانينبورغ، كان هناك 330 صوتًا بـ "نعم" و33 صوتًا بـ "لا". 
| انتخاب                                 | انتخاب                          | الأصوات    | %      |
| -------------------------------------- | ------------------------------- | ---------- | ------ |
| نعم                                    | نعم                             | 40٬633٬852 | 95.08  |
| لا                                     | لا                              | 2٬101٬207  | 4.92   |
| المجموع                                | المجموع                         | 42٬735٬059 | 100.00 |
|                                        |                                 |            |        |
| الأصوات الصحيحة                        | الأصوات الصحيحة                 | 42٬735٬059 | 98.26  |
| الأصوات الباطلة والفارغة               | الأصوات الباطلة والفارغة        | 757٬676    | 1.74   |
| مجموع الأصوات                          | مجموع الأصوات                   | 43٬492٬735 | 100.00 |
| الناخبين المسجلين ومعدل الإقبال        | الناخبين المسجلين ومعدل الإقبال | 45٬178٬701 | 96.27  |
| المصدر: Nohlen & Stöver 2010، صفحة 770 |                                 |            |        |

### الحواشي
1. ↑  Nohlen & Stöver 2010، صفحة 762.
2. ↑  Nohlen & Stöver 2010، صفحة 770.
3. 1 2  Zurcher 1935، صفحة 91.
4. ↑  Suksi 1993، p. 100, note 2.
5. ↑  Shirer 1960، صفحات 183–184.
6. ↑  McDonough 2021، صفحة 29.
7. ↑  McDonough 2021، صفحة 33.
8. ↑  McDonough 2021، صفحة 42.
9. ↑  Beck 2018، صفحة 58.
10. ↑  McDonough 2021، صفحة 53.
11. ↑  McDonough 2021، صفحات 53–54.
12. ↑  McDonough 2021، صفحة 55.
13. ↑  Enderis 1933، صفحة 5.
14. ↑  Böckenförde 2006، صفحة 110.
15. ↑  Richter & Jessen 2018، صفحة 87.
16. ↑  Zurcher 1935، صفحة 92.
17. ↑  Zurcher 1935، صفحة 95.
18. ↑  Winkler 2006، صفحة 31.
19. 1 2  The Guardian 1933.
20. 1 2 3  Zurcher 1935، صفحة 96.